# Ormosia hosiei
Ormosia hosiei är en ärtväxtart som beskrevs av William Botting Hemsley och Ernest Henry Wilson. Ormosia hosiei ingår i släktet Ormosia och familjen ärtväxter. Inga underarter finns listade i Catalogue of Life.